# Добрушский район
До́брушский райо́н (бел. До́брушскі раён) — административная единица на востоке Гомельской области Республики Беларусь. Административный центр — город Добруш.
Численность населения — 34 215 человек (на 1 января 2025 года).

## Административное устройство
На территории района 13 сельсоветов:
- Борщовский
- Жгунский
- Иваковский
- Кормянский
- Круговец-Калининский
- Крупецкий
- Ленинский
- Носовичский
- Переростовский
- Рассветовский
- Тереховский
- Усохо-Будский
- Утевский

Упразднённые сельсоветы:
- Васильевский (1 декабря 2009 года[4])
- Демьянковский (1 декабря 2009 года)
- Дубровский (1 декабря 2009 года)
- Круговский (23 января 1995 года)
- Кузьминичский (с 14 января 2023 года)[5]
- Огородня-Гомельский (28 октября 1991 года)

14 января 2023 года Кормянский и Кузьминичский сельсоветы Добрушского района Гомельской области объединены в одну административно-территориальную единицу – Кормянский сельсовет Добрушского района Гомельской области, с включением в его состав земельных участков Кузьминичского сельсовета.
9 апреля 2023 года из состава Тереховского сельсовета в состав Переростовского сельсовета включены населённые пункты Васильевка, Красный Алес, в состав Утевского сельсовета — Высокий Хутор.

## География
Территория района в пределах Гомельского Полесья. Рельеф равнинный, преобладают высоты 140—160 м. Площадь района составляет 1440 км² (16-е место). 
Добрушский район граничит на севере с Ветковским районом, на востоке — с Российской Федерацией, на юге — с Черниговским районом Украины и на западе — с Гомельским районом.
На территории Добрушского района располагается эксклав Медвежье-Саньково, административно относящийся к Брянской области Российской Федерации.

### Гидрография
Основные реки — Ипуть с притоками Хоропуть и Нетеша, Уть (приток Сожа). На севере района озеро Ревучее.
В 2 км от посёлка Уборок расположено водохранилище Уборок (река Нетеша).

### Заказник
В западной части района расположен Шабринский биологический заказник.

## История
Район образован 8 декабря 1926 года в составе Гомельского округа, но 4 августа 1927 года его упразднили, а территорию района передали в Ветковский (5 сельсоветов), Гомельский (6 сельсоветов) и Тереховский районы (8 сельсоветов). Восстановлен 12 февраля 1935 года, включал 10 сельсоветов из состава Ветковского и Тереховский района, а также два сельсовета из пригородной черты Гомеля. С 15 января 1938 года в Гомельской области. 17 декабря 1956 года району переданы два сельсовета из состава Ветковского района. 25 декабря 1962 года был упразднён соседний Тереховский район, и в состав Добрушского района была передана территория 14 сельсоветов и посёлок Тереховка. 6 января 1965 года при повторном образовании Ветковского района в его состав переданы два сельсовета, девятью годами включённые в состав Добрушского района. 18 января 1965 года территория четырёх сельсоветов (без посёлка Ковалёв) передана Гомельскому району.
22 августа 1997 года административные единицы Добрушский район и город Добруш, имеющие общий административный центр, объединены в одну административную единицу — Добрушский район с административным центром город Добруш.

## Геральдика
С давних пор Добруш был ремесленным пунктом, в старину здесь изготавливали паруса и канаты. Этот факт отображён на гербовом знаке Добруша — на зелёном поле «испанского» щита три бухты каната, серебряного цвета с чёрными краями, расположенные треугольником основанием вверх.
Решения об утверждении герба и флага приняты Добрушским районным исполнительным комитетом от 29 марта 2001 года № 214 и Добрушским районным Советом депутатов 30 марта 2001 года № 47. Зарегистрированы в Гербовом матрикуле Республики Беларусь 6 апреля 2001 года № 54.

## Демография
Численность населения — 34 215 человек (на 1 января 2025 года), в том числе городское — 20 810 человек (Добруш — 17 901 человек, Тереховка — 2 909 человек), сельское — 13 405 человек.
На 1 января 2023 года население района — 35 087 человек, в том числе в городских условиях проживают 21 138 человек (Добруш — 18 137 человек, Тереховка — 3 001 человек), в сельских — 13 949 человек . Всего насчитывается 81 населённый пункт.
На 1 января 2018 года 18,2% населения района были в возрасте моложе трудоспособного, 50,4% — в трудоспособном возрасте, 31,4% — в возрасте старше трудоспособного. По доле населения в возрасте старше трудоспособного район занимает третье место в Гомельской области после Петриковского (32,8%) и Лоевского (32,3%). Средние показатели по Гомельской области — 18,3%, 56,6% и 25,1% соответственно.
Коэффициент рождаемости в районе в 2017 году составил 10,2 на 1000 человек, коэффициент смертности — 18,6. Всего в 2017 году в районе родилось 372 и умерло 677 человек. Коэффициент рождаемости один из самых низких в области (ниже только в Гомеле — 9,7). Средние показатели рождаемости и смертности по Гомельской области — 11,3 и 13 соответственно, по Республике Беларусь — 10,8 и 12,6 соответственно. Сальдо миграции отрицательное (в 2017 году из района убыло на 359 человек больше, чем прибыло; лишь в 2016 году наблюдалась обратная тенденция).
В 2017 году в районе было заключено 210 браков (5,8 на 1000 человек) и 120 разводов (3,3 на 1000 человек). Средние показатели по Гомельской области — 6,9 браков и 3,2 развода на 1000 человек, по Республике Беларусь — 7 и 3,4 соответственно.
| Численность населения | Численность населения | Численность населения | Численность населения | Численность населения | Численность населения | Численность населения | Численность населения |
| 1970                  | 1979                  | 1989                  | 1996                  | 2000                  | 2001                  | 2002                  | 2003                  |
| --------------------- | --------------------- | --------------------- | --------------------- | --------------------- | --------------------- | --------------------- | --------------------- |
| 65 082                | ▼58 671               | ▼53 675               | ▼48 100               | ▼46 573               | ▼45 939               | ▼45 258               | ▼44 560               |
| 2004                  | 2005                  | 2006                  | 2007                  | 2008                  | 2009                  | 2010                  | 2011                  |
| ▼43 893               | ▼43 342               | ▼42 599               | ▼42 034               | ▼41 483               | ▼41 101               | ▼40 465               | ▼39 678               |
| 2012                  | 2013                  | 2014                  | 2015                  | 2016                  | 2017                  | 2018                  | 2019                  |
| ▼38 841               | ▼38 094               | ▼37 373               | ▼37 054               | ▼36 864               | ▼36 774               | ▼36 110               | ▼35 531               |
| 2020                  | 2021                  | 2022                  | 2023                  | 2024                  | 2025                  |                       |                       |
|                       |                       |                       | ▲ 35 087              |                       | ▼34 215               |                       |                       |

| Национальный состав по переписи населения 2009 года | Национальный состав по переписи населения 2009 года | Национальный состав по переписи населения 2009 года |
| Народ                                               | Численность                                         | %                                                   |
| --------------------------------------------------- | --------------------------------------------------- | --------------------------------------------------- |
| Белорусы                                            | 36 723                                              | 90,38%                                              |
| Русские                                             | 2951                                                | 7,26%                                               |
| Украинцы                                            | 599                                                 | 1,47%                                               |
| Цыгане                                              | 56                                                  | 0,14%                                               |
| Молдаване                                           | 44                                                  | 0,11%                                               |
| Армяне                                              | 32                                                  | 0,08%                                               |
| Поляки                                              | 31                                                  | 0,08%                                               |
| Узбеки                                              | 24                                                  | 0,06%                                               |
| Азербайджанцы                                       | 17                                                  | 0,04%                                               |

## Экономика
Выручка от реализации продукции, товаров, работ, услуг за 2017 год составила 306,1 млн рублей (около 153 млн долларов), в том числе 80,2 млн рублей (26,2%) пришлось на сельское, лесное и рыбное хозяйство, 115,9 млн (37,9%) на промышленность, 11,2 млн на строительство, 51,9 млн на торговлю и ремонт, 47 млн на другие виды экономической деятельности.

### Предприятия
- Добрушская бумажная фабрика
- Добрушский фарфоровый завод
- Филиал «Гомельский горно-обогатительный комбинат» ОАО «Гомельстекло»

Также расположены предприятия пищевой промышленности — Добрушский хлебозавод — филиал ОАО «Гомельхлебпром», Добрушский филиал ОАО «Милкавита» и другие.

### Сельское хозяйство
В 2017 году в сельскохозяйственных организациях под зерновые и зернобобовые культуры было засеяно 28 483 га пахотных земель, под кормовые культуры — 28 699 га. В 2016 году было собрано 78,4 тыс. т зерновых и зернобобовых, в 2017 году — 79,8 тыс. т (урожайность — 31,2 ц/га в 2016 году и 28 ц/га в 2017 году). Средняя урожайность зерновых в Гомельской области в 2016—2017 годах — 30,1 и 28 ц/га, в Республике Беларусь — 31,6 и 33,3 ц/га. По сбору зерновых в 2017 году район занял пятое место в Гомельской области.
На 1 января 2018 года в сельскохозяйственных организациях района (без учёта личных хозяйств населения и фермеров) содержалось 44,8 тыс. голов крупного рогатого скота, в том числе 12,1 тыс. коров, а также тыс. 15,4 свиней. В 2017 году в районе было произведено 4,4 тыс. т мяса в живом весе и 71,2 тыс. т молока при среднем удое 6176 кг (средний удой с коровы по сельскохозяйственным организациям Гомельской области — 4947 кг в 2017 году). По производству молока район занимает пятое место в Гомельской области, по среднему удою — второе после Мозырского.

## Транспорт
Транспортная инфраструктура включает железные дороги Гомель — Брянск, Гомель — Бахмач, Гомель — Круговец, есть шоссейные дороги, в частности Брянск — Кобрин.

## Здравоохранение
В 2017 году в учреждениях Министерства здравоохранения Республики Беларусь насчитывалось 102 практикующих врача (28,2 в пересчёте на 10 тысяч человек; средний показатель по Гомельской области — 39,3, по Республике Беларусь — 40,5) и 322 средних медицинских работника. Число больничных коек в лечебных учреждениях района — 229 (в пересчёте на 10 тысяч человек — 63,1, самый низкий показатель в области; средний показатель по Гомельской области — 86,4, по Республике Беларусь — 80,2).

## Образование

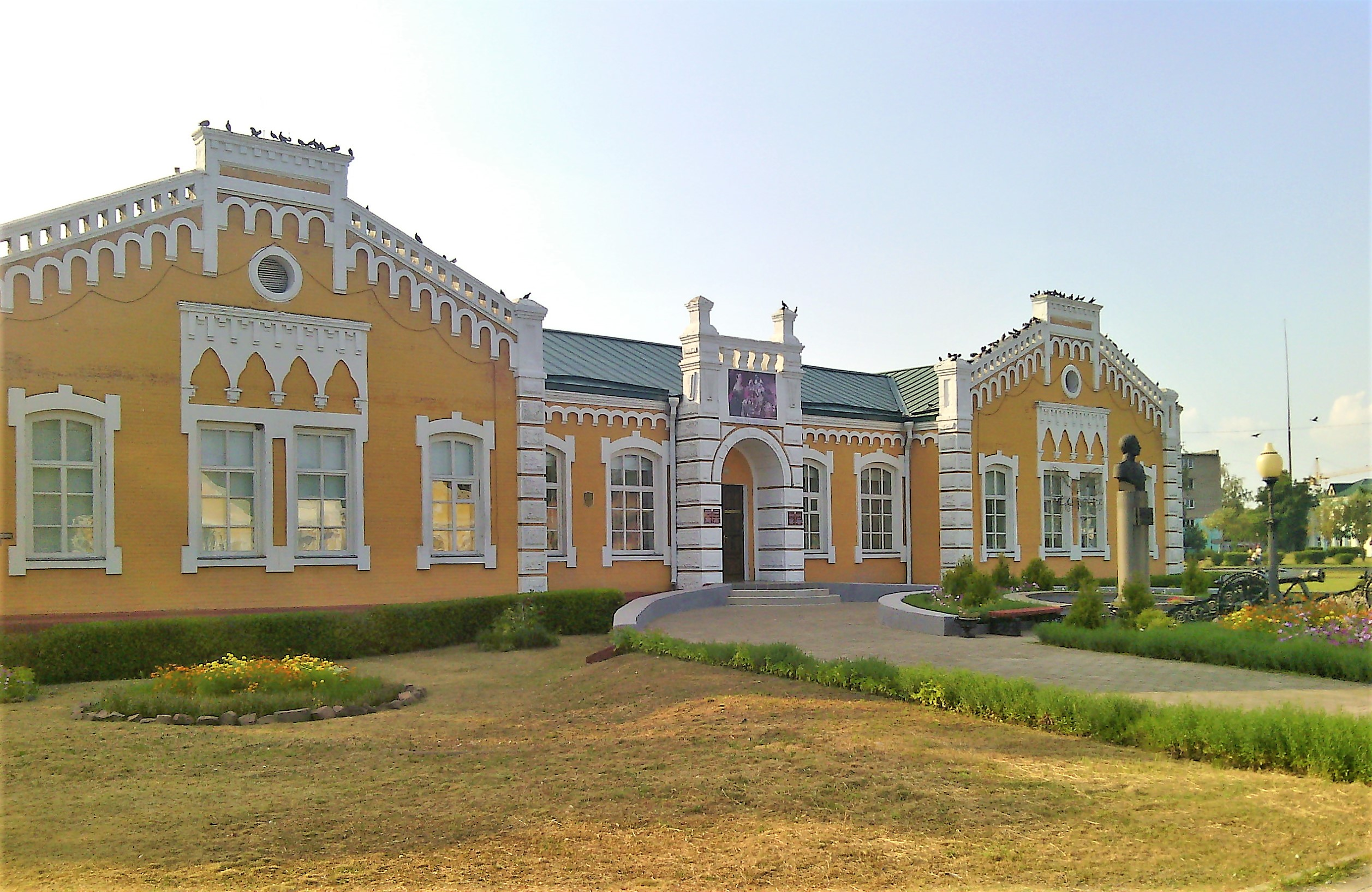
Здание бывшей фабричной школы в Добруше (ныне — музей)

В 1820-е годы по указу графа Михаила Румянцева в Корме, Ути, Кузьминичах и Добруше появились ланкастерские школы. Работали по методу самообучения.
В 1885 году в Добруше открыли 4-летку (фабричную школу). В начале персонал состоял из законоучителя и учительницы. В программу обучения входило 7 дисциплин.
В 60-е — 70-е годы XIX века в городе и населённых пунктах района дети осваивали науки в народных училищах.
В конце XIX века в Носовичах при молитвенном доме работала еврейская начальная школа.

### Новейшее время
В 2017 году в районе действовало 25 учреждений дошкольного образования (включая комплексы «детский сад — школа») с 1,5 тыс. детей. В 2017/2018 учебном году действовало 21 учреждение общего среднего образования, в которых обучалось 4 тыс. учеников. Учебный процесс в школах обеспечивал 551 учитель, на одного учителя в среднем приходилось 7,3 ученика (среднее значение по Гомельской области — 8,6, по Республике Беларусь — 8,7).

## Культура
В районном центре расположен Добрушский районный краеведческий музей. В музее собрано 5,9 тыс. музейных предметов основного фонда. В 2016 году музей посетили 16,7 тыс. человек (восьмой показатель в Гомельской области). 
В 2008 году открыт филиал «Художественная галерея Владимира Ивановича Прокопцова». В сентябре 2022 года открыта постоянно действующая экспозиция, посвящённая народному писателю Беларуси И. П. Шамякину.

## События и мероприятия
- 25 мая 2023 года состоялась эстафета вдоль государственной границы, посвящённая 105-летию пограничной службы Беларуси[35]

## Достопримечательности
- Свято-Николаевский собор в Добруш

Карта Добрушского района

- Мемориальный комплекс «Память» в Добруш
- Здание бывшей школы для детей работников бумажной фабрики (1909 г.) в Добруш
- Здание краеведческого музея (1885 г.) в Добруш
- Дворец-усадьба XIX века генерал-губернатора Финляндии Н. Н. Герарда в Демьянки
- Иоанно-Кормянский женский монастырь
- Купеческий дом (1886 год) в Огородня Гомельская
- Свято-Троицкая церковь (середина XIX века) в Крупец
- Храм святителя Николая Чудотворца в Ленино
- Церковь Рождества Богородицы в Красный Партизан
- В 27 км юго-восточнее Тереховки находится монумент Три Сестры (Монумент Дружбы)

### Памятник, скульптура
- Бюст И. П. Шамякина в Корма
- Памятник народному писателю Беларуси И. П. Шамякину в Добруш

### Памятник природы, заказник
- Водно-болотный заказник местного значения «Ипуть». Размещён на землях Добрушского и Шабринского лесничества ГЛХУ «Гомельский лесхоз».
- Островные ельники «Добрушские» – ботанический памятник природы республиканского значения. Расположен в 1,5 километра на юго-восток от н.п. Чистые Лужи и в 15 километрах на северо-восток от г. Добруша по трассе Гомель-Брянск. Памятник природы размещён в пределах территории Добрушского лесничества.
- Обнажение «Новый Крупец» — геологический памятник природы республиканского значения. Находится в центре аг. Крупец. Уникальное обнажение кварцево-глауконитовых песков палеогена.
- Обнажение «Добруш» — геологический памятник природы республиканского значения, расположенный в г. Добруш. Примыкает к левому берегу реки Ипуть.
- Насаждения сосны — ботанический памятник природы местного значения, размещённый на территории Добрушского лесничества ГЛХУ «Гомельский лесхоз».

## СМИ
Издаётся газета «Добрушскi край».